# 兩國方案

和平運動海報：以色列和巴勒斯坦國旗並用阿拉伯文和希伯來文寫上「和平」字樣。 多個支持兩國解決衝突的團體也使用了類似圖像。

兩國方案（英語：Two-state solution），是以巴衝突中的政治解決方案之一。這個方案主張為居住于巴勒斯坦地區的兩個民族（猶太人與阿拉伯人）各自建立兩個不同國家（two states for two groups of people），在約旦河西岸及加薩走廊建立一個巴勒斯坦國，與以色列國並存。自1990年代起，兩國方案成為美國政府推動以巴和談的國策，亦為聯合國大多數與以色列有外交關係的國家在以巴問題上的官方立場。

## 歷史
1936年巴勒斯坦阿拉伯人大起義後，1937年英國皮爾委員會的報告首次提議將巴勒斯坦分為兩個國家（猶太人和阿拉伯人）。1974年聯合國的《巴勒斯坦問题的和平處置》（Peaceful settlement of the question of Palestine）方案主張將以色列與巴勒斯坦建立為兩個政府，在雙方都認可的安全邊界上和平共存；以《聯合國第194號決議》為基礎，巴勒斯坦國的領土範圍將包括1967年六日戰爭之前由約旦管治的約旦河西岸，以及由埃及管治的加沙走廊。但這個方案被美國、加拿大、以色列、密克羅尼西亞聯邦、馬紹爾群島及帛琉否決而未通過。
1970年中期之後，巴勒斯坦人對於兩國方案的支持度變高，並于1988年發表立國宣言時接受此原則。在1991年馬德里會議之後，這個方案又重新被提出。1993年奧斯陸協議後，本逐漸以兩國方案作為基礎，藉由以色列讓出部分土地讓巴勒斯坦實現立國，但隨著伊扎克·拉賓1995年被暗殺，阿拉法特在2000年拒絕美國提出的建議而不了了之。
2020年1月28日，以色列總理班傑明·內塔尼亞胡訪問美國，時任美國總統唐納·川普提出自己的兩國方案，包括承認耶路撒冷为以色列首都；承认以色列对位于約旦河西岸的定居点的主权，但以色列在未来四年停止扩建定居点；成立独立的巴勒斯坦国，以耶路撒冷东部郊区阿布迪斯为首都；将巴勒斯坦實際控制的领土扩大一倍，但分给巴勒斯坦的领土将保持开放，并在四年内不得开发。但美國提出的兩國方案遭到巴勒斯坦方面的抵制。2月1日，巴勒斯坦总统阿巴斯表示，巴勒斯坦将断绝与以色列和美国的“一切关系”。阿拉伯國家聯盟也拒絕美國提出的方案。
2021年4月7日，美國總統喬·拜登宣佈支持兩國方案。
2022年9月22日，時任以色列总理亞伊爾·拉皮德宣佈支持两国方案。
2024年2月22日，以色列總理辦公室發表聲明稱，拒絕兩國方案，以色列總理內塔尼亞胡首次提出了加薩戰後計劃，其中包含全面軍事控制和關閉聯合國近東巴勒斯坦難民救濟和工程處。7月18日，以色列议会通过反对建立巴勒斯坦国的提案，而巴勒斯坦方面对此予以谴责。

## 爭議

以色列及巴勒斯坦國土
僅承認以色列
僅承認以色列，但也與巴勒斯坦有往來
同時承認以色列和巴勒斯坦國
僅承認巴勒斯坦，但也與以色列有往來
僅承認巴勒斯坦

兩國方案在以色列與巴勒斯坦雙方內部皆存在爭議。
以色列國內不少代表猶太教正統派利益的極右派政黨均極力反對兩國方案，並根據錫安主義原則主張整個聖地都是以色列的領土，反對割讓任何土地。全國最大右派政黨兼現執政黨利庫德集團也曾一度反對巴勒斯坦立國，其後在1990年代起同意兩國方案，但不接受以1967年六日戰爭之前的邊界（綠線）作為劃分基礎，並支持在約旦河西岸擴建猶太屯墾區。以色列智庫組織耶路撒冷公共事務中心在2014年發佈名為《以色列安全需求的关键在于可防御的边界：稳定和平的基础》的報告，其中以色列國防軍前副參謀總長、前國家安全顧問烏茲·達揚指出，如果以1967年前邊界作劃分，以色列將失去約旦河谷等天險要地，敵人一旦掌握約旦河谷就可以從高地輕易攻擊特拉維夫、海法等沿海城市及本-古里安國際機場、6號公路等重要建築與基礎設施；而且如按此劃分的話，以色列國土最狹窄一段的寬度將僅有8—9英里（13—14），無法提供戰略縱深，屆時以色列在軍事上或會難以抵禦來自其他國家或恐怖組織的襲擊。另外，一些阿拉伯裔以色列人雖然在以色列社會中遭受歧視，但仍然認同應留在以色列，而不願意被劃歸巴勒斯坦統治。
至於巴勒斯坦方面，控制加沙地帶的激進組織哈馬斯主張消滅以色列、成為以巴和談的其中一個障礙，因其仍在進行恐怖活動、並受卡塔尔和伊朗的資助，連一些阿拉伯國家都視哈馬斯為恐怖組織。